# Nhân viên thu ngân

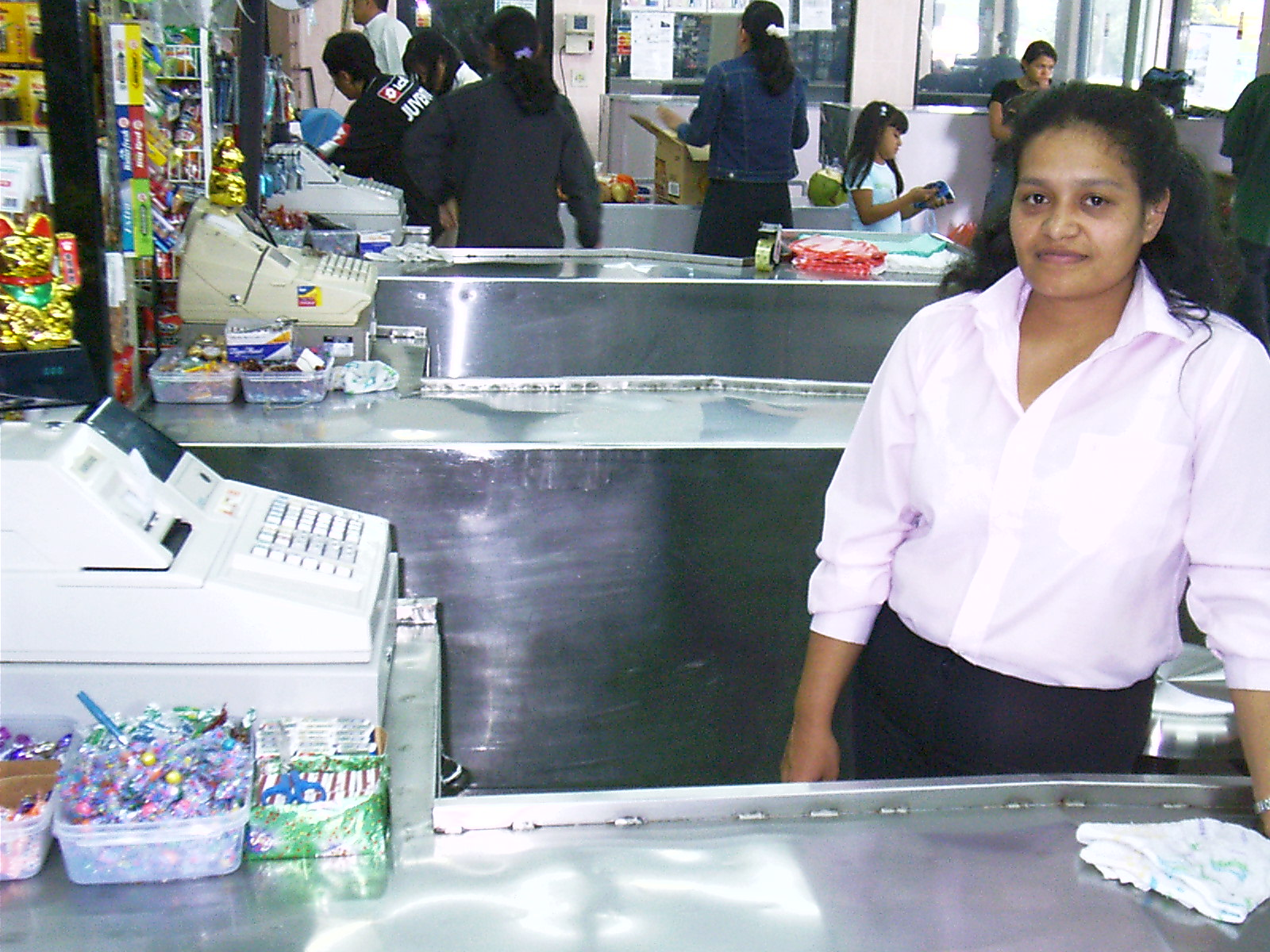
Một nhân viên thu ngân tại quầy trong một cửa hàng tạp hóa Panama.

Một nhân viên thu ngân bán lẻ hoặc đơn giản là một nhân viên thu ngân là người xử lý máy tính tiền tại nhiều địa điểm khác nhau như điểm bán hàng trong một cửa hàng bán lẻ. Việc sử dụng phổ biến nhất của chức danh là trong ngành bán lẻ, nhưng chức danh công việc này cũng được sử dụng trong bối cảnh kế toán cho người chịu trách nhiệm nhận và giải ngân tiền hoặc trong ngân hàng chi nhánh tại Vương quốc Anh cho công việc được biết đến ở Hoa Kỳ như một giao dịch viên ngân hàng.

## Bán lẻ

Quầy thu ngân siêu thị Sina Yong Hui, Bắc Kinh.

Trong một cửa hàng, nhân viên thu ngân (hoặc nhân viên thanh toán) là người quét hàng hóa thông qua máy tính tiền mà khách hàng muốn mua tại cửa hàng bán lẻ. Các mặt hàng được quét bởi một mã vạch được định vị trên vật phẩm bằng cách sử dụng máy quét laser. Sau khi quét tất cả hàng hóa, nhân viên thu ngân sẽ thu tiền thanh toán (bằng tiền mặt, séc và/hoặc bằng thẻ tín dụng / thẻ ghi nợ) cho hàng hóa hoặc dịch vụ được trao đổi, ghi lại số tiền nhận được, thay đổi và phát hành biên lai hoặc vé khách hàng Nhân viên thu ngân sẽ ghi lại số tiền nhận được và có thể chuẩn bị báo cáo về các giao dịch, đọc và ghi lại tổng số được hiển thị trên băng đăng ký tiền mặt và xác minh bằng tiền mặt. Một nhân viên thu ngân có thể được yêu cầu biết giá trị và tính năng của các mặt hàng mà tiền được nhận; có thể kiểm tra tiền mặt; có thể hoàn lại tiền mặt hoặc cấp biên bản ghi nhớ tín dụng cho khách hàng đối với hàng hóa bị trả lại; và có thể vận hành máy bán vé và những thứ tương tự.
Ở dạng này hay dạng khác, nhân viên thu ngân đã có từ hàng ngàn năm. Trong nhiều doanh nghiệp, chẳng hạn như cửa hàng tạp hóa, nhân viên thu ngân là một vị trí "bước đệm". Nhiều nhà tuyển dụng yêu cầu nhân viên phải là nhân viên thu ngân để chuyển sang dịch vụ khách hàng hoặc các vị trí khác.
Nhân viên thu ngân có nguy cơ chấn thương căng thẳng lặp đi lặp lại do các chuyển động lặp đi lặp lại thường cần thiết để thực hiện công việc, chẳng hạn như nhập thông tin trên bàn phím hoặc di chuyển sản phẩm qua máy quét. Bao gồm cũng là sự căng thẳng về thể chất khi đứng trên đôi chân của một người trong nhiều giờ tại một điểm. Bởi vì điều này, nhiều nhân viên thu ngân chỉ có thể thực hiện một ca làm việc kéo dài sáu giờ theo các chính sách khác nhau.

## Kế toán
Một ý nghĩa ít hiện tại của thuật ngữ này đề cập đến nhân viên của một doanh nghiệp chịu trách nhiệm nhận và giải ngân tiền. Trong một doanh nghiệp không bán lẻ, đây sẽ là một vị trí có trách nhiệm quan trọng. Với tỷ lệ giao dịch ngày càng lớn được thực hiện bằng cách sử dụng các khoản thay thế tiền mặt (như séc, thẻ tín dụng và thẻ ghi nợ), lượng tiền mặt được xử lý bởi các nhân viên đó đã giảm và việc sử dụng từ "thu ngân" này đã được thay thế bởi chức danh người kiểm soát.

## Ngân hàng bán lẻ
Trong một chi nhánh ngân hàng ở Vương quốc Anh, nhân viên thu ngân là người cho phép khách hàng tương tác với tài khoản của họ, chẳng hạn như bằng cách chấp nhận và giải ngân tiền và chấp nhận séc. Ở Hoa Kỳ, chức danh công việc là giao dịch viên ngân hàng.

## Nhân viên thu ngân hư cấu
- Flo, trong quảng cáo cho bảo hiểm lũy tiến
- Irene Morrison, trong bộ phim Down to the Bone
- Howard Prince, trong bộ phim The Front, do Woody Allen thủ vai
- Squidward Tentacles, trong chương trình truyền hình hoạt hình SpongeBob SquarePants
- Romy White, trong bộ phim Cuộc hội ngộ trung học của Romy và Michele